# Sören Claeson
Sören Claeson (Lidköping, Suecia, 9 de febrero de 1959) es un deportista sueco retirado especialista en lucha grecorromana donde llegó a ser medallista de bronce olímpico en Los Ángeles 1984.

## Carrera deportiva
En los Juegos Olímpicos de 1984 celebrados en Los Ángeles ganó la medalla de bronce en lucha grecorromana de pesos de hasta 82 kg, tras el luchador rumano Ion Draica (oro) y el griego Dimitrios Thanopoulos (plata).